# Cayennia
Cayennia é um gênero de mariposa pertencente à família Crambidae.